# Paul Deussen
Paul Deussen (ur. 7 stycznia 1845 w Oberdreis, zm. 6 lipca 1919 w Kilonii) – niemiecki filozof, historyk, indolog, propagator filozofii Schopenhauera, przyjaciel Nietzschego.

## Życiorys
Nietzschego poznał w czasie nauki gimnazjalnej i od tamtej pory utrzymywali przyjacielskie kontakty. Deussen studiował w Bonn, Tybindze i Berlinie. Na studiach zajął się filozofią indyjską i sanskrytem, a dzięki Nietzschemu zainteresował się twórczością Schopenhauera. Tytuł naukowy obronił na podstawie pracy o dialogach Platona.
Pracował jako nauczyciel gimnazjalny, wychowawca w domu rosyjskiego przedsiębiorcy i nauczyciel dzieci artystokratów na Ukrainie. Będąc wykładowcą w Genewie prowadził zajęcia z sanskrytu. Na politechnice w Akwizgranie prowadził wykłady z filozofii, które rozszerzył o myśl Schopenhauera. Początkowo spotkało się to ze sprzeciwem władz, ale przyniosło Deussenowi popularność, który rozpropagował filozofię indyjską i w 1877 napisał Elementy metafizyki (Die Elemente der Metaphysik). Książka doczekała się około sześciu wydań.
Habilitował się na podstawie pracy o Wedancie. W 1889 uzyskał profesurę w Kilonii, gdzie rozpoczął pracę nad fundamentalnym dziełem Allgemeinen Geschichte der Philosophie mit besonderer Berücksichtigung der Religionen. Filozofię indyjską stawiał na równi z grecką.
W latach 1892–1893 wybrał się w podróż do Indii. Zaznajomił się głębiej z hinduistyczną doktryną adwajta. W kolejnych latach podjął pracę nad przekładem upaniszad, który się ukazał w 1897. Cztery lata później opublikował wspomnienia Erinnerungen an Friedrich Nietzsche. W 1911 założył Towarzystwo Schopenhauerowskie i rozpoczął krytycznie wydawanie całości dzieł tego gdańskiego filozofa. Na rok przed końcem I wojny światowej napisał studium porównawcze z dziejów filozofii Vedanta, Platon und Kant. Autobiografię Mein Leben opublikowano w 1922, już po śmierci. Grób Deussena znajduje się w rodzinnej miejscowości Oberdreis.

## Literatura pomocnicza
- Dieder Julia, Słownik filozofii, przeł. Krzysztof Jarosz, wyd. Książnica, Katowice 1993.